# フィノラ・ヒューズ
フィノラ・ヒューズ（Finola Hughes、1959年10月29日 - ）は、イングランド出身の女優。アイルランド人とイタリア人の血をひく。『ゼネラル・ホスピタル』、『オール・マイ・チルドレン』のアンナ・ディヴァイン役で広く知られ、また『オール・マイ・チルドレン』ではアンナの双子の姉妹アレックス役も演じた。

## 経歴
1981年、アンドルー・ロイド・ウェバーが手がけたミュージカル『キャッツ』で本格的に女優活動を始め、オリジナルのロンドン公演で1981年から1年間にわたってヴィクトリア役を演じた。それ以降は活動の拠点をアメリカに移し、『サタデー・ナイト・フィーバー』の続編『ステイン・アライブ』でジョン・トラボルタとの共演を果たす。1985年から出演しているソープオペラ『ゼネラル・ホスピタル』のアンナ・ディヴァイン役は当たり役となっており、1991年には同作でデイタイム・エミー賞のドラマシリーズ主演女優賞を受賞した。また、同部門においては1990年に『ゼネラル・ホスピタル』で、2000年と2002年に『オール・マイ・チルドレン』でノミネートを受けている。その他にはテレビ映画『ジェネレーションX』でX-メンのキャラクター、エマ・フロスト役、『チャームド〜魔女3姉妹〜』でハリウェル姉妹の母パティ・ハリウェル役、アニメ版『スーパーマン』のララ役などをつとめた。
私生活では1992年に結婚し、現在は二男一女の母である。

## 主な出演作品

### 映画
| 公開年 | 邦題 原題                                                                   | 役名                     | 備考                 |
| ------ | --------------------------------------------------------------------------- | ------------------------ | -------------------- |
| 1980   | アップル The Apple                                                          | ダンサー                 |                      |
| 1983   | ステイン・アライブ Staying Alive                                            | ローラ                   |                      |
| 1983   | 魔性のメロディ/令嬢バレリーナ Nutcracker                                    | ナディア                 |                      |
| 1991   | ソープディッシュ Soapdish                                                   | All My Trialsの女優      | クレジットなし       |
| 1993   | アスペン Aspen Extreme                                                      | ブライス                 |                      |
| 1995   | 偽証 Above Suspicion                                                        | アイリス                 |                      |
| 1996   | ジェネレーションX Generation X                                              | エマ・フロスト           | テレビ映画           |
| 1996   | 暗闇で子供が泣いている The Crying Child                                     | ジョー・パーカー         | テレビ映画           |
| 1998   | プロフェッサー/完全犯罪 Jekyll Island                                       | ロニー・フレデリクス     |                      |
| 1998   | ポカホンタスII/イングランドへの旅立ち Pocahontas II: Journey to a New World | アン王妃                 | ビデオ映画、声の出演 |
| 1999   | タイカス Tycus                                                              | エイミー・ロウ           | ビデオ映画           |
| 2000   | イントレピッド Intrepid                                                     | キャサリン               |                      |
| 2009   | おしゃれ探偵のミステリーファイル Killer Hair                                | ジョセット・ラドフォード | ビデオ映画           |
| 2010   | 特殊部隊 スペシャル・オペレーション Disarmed                                | リリアン                 |                      |
| 2011   | 今日、キミに会えたら Like Crazy                                             | リズ                     |                      |

### テレビシリーズ
| 放映年    | 邦題 原題                                                | 役名                       | 備考                          |
| --------- | -------------------------------------------------------- | -------------------------- | ----------------------------- |
| 1983-2013 | ゼネラル・ホスピタル General Hospital                    | アンナ                     | 158エピソード                 |
| 1992-1993 | Jack's Place                                             | チェルシー・ダフィ         | 18エピソード                  |
| 1994-1995 | ブロッサム Blossom                                       | キャロル                   | 28エピソード                  |
| 1996      | スーパーマン Superman: The Animated Series               | ララ                       | アニメ、3エピソードに声の主演 |
| 1997      | Pacific Palisades                                        | ケイト・ルッソ             | 13エピソード                  |
| 1997      | サンセット・ビーチ Sunset Beach                          | ヘレナ                     | 3エピソード                   |
| 1999-2003 | オール・マイ・チルドレン All My Children                 | アレックス                 | 27エピソード                  |
| 1999-2006 | チャームド〜魔女3姉妹〜 Charmed                          | パティ・ハリウェル         | 9エピソード                   |
| 2010      | CSI:ニューヨーク CSI: NY                                 | ミセス・クリステンセン     | 1エピソード                   |
| 2010      | 跳べ!ロックガールズ ～メダルへの誓い Make It or Break It | ヴァイオラ・ペッティンガー | 1エピソード                   |
| 2010      | メル&ジョー 好きなのはあなたでしょ? Melissa & Joey       | アナウンサー               | 1エピソード                   |